# День М (комикс)
«House of M» (рус. «Дом-М», в России известна как «День М» и «Династия М») — ограниченная серия комиксов из 8 выпусков, созданная сценаристом Брайаном Майклом Бендисом и художником Оливье Койпелом для «Marvel Comics». Первый номер серии вышел в июне 2005 года. Серия представляет собой кроссовер с участием многих супергероев и суперзлодеев мультивселенной «Marvel». «День М» продолжает сюжетные линии «Planet X» и «Роспуск Мстителей». Данный кроссовер повествует о страданиях Алой Ведьмы, которая не смогла смириться с потерей мужа (Вижен) и детей, в существование которых её заставил поверить демон Мефисто. Впав в безумие, Алая ведьма попыталась изменить ткань реальности, чтобы воссоздать своих детей.
Вселенная, где разворачиваются события серии «День-М», обозначена как Земля-58163.
Слоган серии: «Хочешь узнать, о чём мечтают супергерои?».

## История публикации
Первый выпуск был выпущен в июне 2005 года, заключительные серии в ноябре 2005 года. Первые два выпуска заняли первое и второе место по количеству продаж в июне 2005 года: было продано более 233 000 копий. Последний, восьмой выпуск комикса «День-М» занял третье место по количеству продаж в ноябре: 135462 копий. Основным восьми сериям «День-М» предшествовали история в 13-14 выпусках «Excalibur», несколько врезок в текущих сериях изданий «Люди-Икс», «Новые Люди-Икс: Академия-Икс» и «Росомаха» и ограниченные по числу номеров серии комиксов «Фантастическая четверка: День-М», «Невероятный Халк: День-М», «Железный человек: День-М», «Мастера Зла: День-М» и «Человек-паук: День-М».
Кроссовер получил продолжение в виде односерийного комикса «House of M: Decimation — The Day After». Серия, названная «Сын-M», повествует о Ртути, потерявшем суперспособности, и о поколении мутантов, которому пришлось учиться жить по-новому, лишившись способностей.
Персонажи, которые появились: (Marvel Comics), Джубили, Пузырь.
Персонажи, которые потеряли свои силы: Даниелла Мунстар, Магнето и Тэг.
Сюжетная линия «День-М» привела к преобразованию «Excalibur» в «Новый Экскалибур», перестановки внутри творческих коллективов из нескольких комиксов и к дебюту нескольких сиквел-серий, в том числе «X-Men: Deadly Genesis», «X-Men: 198», «Sentinel Squad O*N*E», «Ms. Marvel», и новым сериям, таким как «X-Factor» и «Amytiville».
Эпилогом к сюжетным линиям «День-М» и «Decimation» послужил ответ на тайну странного энергетического облака, зависшего на орбите Земли в заключительном восьмом номере комикса «День-М», который можно найти на страницах 16-20 выпусков комикса «Новые Мстители».

## Сюжет

### Предыстория
Событиям серии «День-М» предшествовали события серии «Распад Мстителей».

#### Алая Ведьма
Алая Ведьма влюбилась в Вижна. Робот, наделенный человеческим сознанием, ответил ей взаимностью. Однако у них не могло быть детей, о которых так мечтала Ванда. Этим воспользовался демон Мефисто. Он убедил Алую Ведьму, что у неё родились близнецы. Профессор Ксавьер и Доктор Стрэндж разрушили чары Мефисто, боясь, что Ванда выйдет из-под контроля. Обезумев, Ванда решила отомстить.

#### Трагедия
Взрывом в особняке Мстителей был убит Человек-муравей, прибывшие на место взрыва Мстители были атакованы армией роботов под командованием Альтрона, искусственного интеллекта, захватившего тело андроида Вижна. В пылу борьбы Женщина-Халк разорвала Вижна на куски. Но на этом беды Мстителей не закончились: Землю атаковали боевые корабли империи Крии. Соколиный глаз пожертвовал своей жизнью, чтобы уничтожить их флагман. Как выяснилось позже, виной всех бед была именно Алая ведьма.

#### Роспуск Мстителей
Мстителей назвали «угрозой для общества», пособниками опасной преступницы. После этого Железный человек и Капитан Америка распустили Мстителей.

### События Дня-М
Величайшие супергерои собрались вместе, чтобы решить судьбу Ванды Максимофф. Перед ними стояла непростая дилемма: контролировать телепатически Ванду нельзя (она слишком сильна), магия бессильна; оставить в покое тоже после событий, описанных выше, — невозможно. Остается только один способ — устранить. Голосование ни к чему не привело, «За» проголосовали Люди Икс во главе с Эммой Фрост (кроме Китти Прайд, она была против), «Против» проголосовали Человек-Паук и Мстители во главе с Капитаном Америкой (кроме Тони Старка), воздержались Доктор Стрэндж и Профессор Ксавьер. Герои решают поговорить с Алой Ведьмой. Они отправляются на Геношу, где внезапно исчезает Чарльз Ксавьер и начинается утро «Нового Мира». В «Новом Мире» Геноша не была разрушена Стражами, Магнето с их помощью напал на США и, грозя расправой, потребовал признать независимость Геноши. Стражи стали гарантом безопасности мутантов, «ЗАЩИТА» стала охранять мутантов. Личность Человека-паука была раскрыта, его дядя остался жив, как и Гвен Стейси, на которой он женился. Хэнк Пим (Человек-муравей) остался обычным человеком из-за запрета на работу с генами мутантов. Тони Старк обычный человек, пускай и самый богатый в мире.
Росомаха помнит абсолютно всё, он единственный человек, который помнит, что этот мир ненастоящий. Он отправляется на поиски Профессора Ксавьера. Его преследуют агенты «ЗАЩИТЫ» Мистик, Ночной Змей, Жаба, Шельма во главе с Джессикой Дрю (Женщина-паук). На помощь ему приходят команда супергероев, помогающих людям бороться с дискриминацией. Сопротивление возглавляет Люк Кейдж, так же в группу входит Лунный рыцарь, Железный кулак, Соколиный Глаз и Плащ. С помощью маленькой девочки-мутанта (Лайлы) они вспоминают свою реальность. Используя её дар, они возвращают память почти всем супергероям.
Группа героев решает напасть на Магнето и Ванду в день празднования независимости Геноши. На стороне Магнето сражались Нэмор (которого нейтрализовала Роуг) и Гроза, которые были почетными гостями, и Ртуть. В ходе битвы Ртуть был убит. Но вскоре Алая Ведьма вернула ему жизнь благодаря своим способностям. Потом она попыталась объяснить отцу, что они с Ртутью всего лишь хотели, чтобы все были счастливы, но никто этого не хотел понять. И позже Алая Ведьма произносит фразу, ставшую роковой для большей части мутантов во всём мире: «Больше никаких мутантов». Мир возвращается в прежнее измерение.

### Последствия

#### Мутанты
До «Дня М» на Земле насчитывалось несколько миллионов мутантов. После слов Ванды осталось 198 мутантов. Все они собрались в своем последнем убежище — Институте Ксавьера. Забыты старые склоки и раздоры, теперь даже непримиримых врагов объединяет одна цель — выжить. Человеку-Льду и Чэмберу удалось вернуть способности. Чарльз Ксавьеp потерял свои суперспособности, но снова стал ходить. Магнето тоже потерял свои суперспособности. Росомаха вспомнил всю свою жизнь: своё настоящее имя (Джеймс Хоулетт) и что у него есть сын, которого он собирается найти.
Алая Ведьма потеряла память и живёт спокойной жизнью в маленькой деревушке у горы Вундагор. Клинт Бартон помнил всё, что с ним случилось: помнил как умер, помнил события «Дня М». Он собирался отомстить Ванде, но, увидев её, не смог этого сделать.

#### Правительство
О том, что на самом деле произошло в «День М», знают только несколько супергероев — большинство полностью утратили память о событиях. Помнят: Человек-паук, Женщина-Халк, Женщина-паук, Люк Кейдж, Эмма Фрост, Ночной Змей, Мисс Марвел. Правительство и особенно руководство Щ.И.Т. и лично новый директор Мария Хилл мечтают выяснить суть произошедшего. Недавно в силу вступил закон об усилении контроля за «сверхлюдьми».

## Выпуски
- Прелюдия[5][6]
  - Excalibur #11-14

- Основная серия
  - House of M Sketchbook
  - House of M #01-08
  - Secrets of the House of M
- Дополнения
  - Spider-Man — House of M #1-5
  - Iron Man — House of M #1-3
  - Fantastic Four — House of M #1-3
  - The Pulse — House Of M Special
  - House of M: Avengers #1-5
  - House of M: Civil War (2008) #1-5
  - House Of M: Masters Of Evil (2009) #1
  - Incredible Hulk — House of M #1-5

Также с событием связаны такие выпуски, как:
- - Uncanny X-Men #462-68
  - Mutopia X #01-5
  - Cable/Deadpool #17
  - New X-Men #16-23
  - The Pulse #10
  - New Thunderbolts #11
  - Black Panther v.4 #7
  - Captain America v.5 #10
  - Exiles #69-71
  - Wolverine #33-35
- What If?[7]
  - What If? Spider-Man House Of M (2009) #1
  - What If? House Of M (2009) #1